# Un angioletto come te
Un angioletto come te è un singolo del cantautore italiano Francesco De Gregori, pubblicato il 2 ottobre 2015 come primo estratto dall'album di cover De Gregori canta Bob Dylan - Amore e furto.

## Descrizione
Traccia d'apertura dell'album, si tratta di una traduzione in italiano del brano Sweetheart like You di Bob Dylan, presente nel suo album Infidels del 1983. Riguardo al brano, De Gregori ha dichiarato:

## Video musicale
Il videoclip è stato diretto dal tastierista di De Gregori, Alessandro Arianti.

## Tracce
1. Un angioletto come te (Sweetheart like You) – 4:33